# Kermit Cintron
Kermit Cintron (ur. 22 października 1979 w Carolinas) – portorykański bokser, były zawodowy mistrz świata organizacji IBF w kategorii półśredniej (do 147 funtów).

## Kariera amatorska
Cintron zaczął uprawiać boks dopiero w wieku dziewiętnastu lat. Jako amator występował bardzo krótko. Stoczył 27 walk, z których 24 wygrał.

## Kariera zawodowa
Na zawodowstwo przeszedł w 2000. Po stoczeniu 24 zwycięskich walk dostał pierwszą szansę na zdobycie tytułu mistrza świata (organizacji WBO). Próba ta zakończyła się niepowodzeniem – 24 kwietnia 2005 przegrał przez techniczny nokaut w piątej rundzie z Antonio Margarito. Wcześniej cztery razy leżał na deskach.
W kwietniu 2006 wygrał z Davidem Estradą (TKO w dziesiątej rundzie), a następnie, 10 października, zdobył wakujący tytuł mistrza świata organizacji IBF, pokonując przed czasem (w szóstej rundzie) Marka Suareza.
14 lipca 2007 Cintron pierwszy raz obronił swój tytuł, nokautując już w drugiej rundzie Argentyńczyka Waltera Dario Matthysse. 23 listopada tego samego roku pokonał przez techniczny nokaut w dziesiątej rundzie Jesse Feliciano.
Tytuł mistrza świata stracił 12 kwietnia 2008 w pojedynku rewanżowym z Antonio Margarito. Cintron po raz drugi przegrał z Meksykaninem przed czasem, tym razem został przez Margarito znokautowany w szóstej rundzie. Na ring powrócił po siedmiu miesiącach, pokonując na punkty Lovemore N’dou.
W 2009 stoczył trzy walki. W lutym zremisował w walce z tymczasowym mistrzem świata WBC Sergio Gabrielem Martínezem. 30 maja w pojedynku eliminacyjnym WBC pokonał na punkty Alfredo Angulo. Pięć miesięcy później pokonał Juliano Ramosa. Trenerzy Brazylijczyka nie pozwolili mu wyjść do walki na piątą rundę.
8 maja 2010 zmierzył się Paulem Williamsem. W czwartej rundzie, atakując Williamsa, potknął się o nogi Amerykanina i wypadł z ringu. Upadając doznał kontuzji głowy oraz prawego ramienia i został wyniesiony na noszach do karetki, a następnie przewieziony do szpitala. Zgodnie z regułami obowiązującymi w Kalifornii, gdzie walka miała miejsce, po rozpoczęciu czwartej rundy, jeżeli jeden z bokserów dozna przypadkowej kontuzji, wynik ustala się po podliczeniu punktów przyznanych przez sędziów do chwili przerwania walki. Po podliczeniu punktów zwycięzcą ogłoszono Williamsa. Sędziowie punktowali w stosunku 40–36 i 39–37 dla Williamsa oraz 36–40 dla Cintrona. Na ring powrócił 9 lipca 2011 przegrywając jednogłośnie z Carlosem Moliną a miesiąc później wypunktował na dystansie dziesięciu rund Antwone Smitha. 26 listopada 2011 stanął przed szansą zdobycia tytułu mistrza świata federacji WBC w wadze junior średniej przegrywając jednak z przez techniczny nokaut w piątej rundzie z obrońcą tytułu Saúlem Álvarezem.